# Meganopteron
Meganopteron is een geslacht van kreeftachtigen uit de klasse van de Ostracoda (mosselkreeftjes).

## Soorten
- Meganopteron apteron (Hu, 1986)
- Meganopteron daturallia Hu & Tao, 2008
- Meganopteron eremitum (Hanai, 1959)
- Meganopteron mongchangi Hu & Tao, 2008
- Meganopteron rarum (Hanai, 1957)
- Meganopteron rhombiforme (Chen, 1981)
- Meganopteron semicirculata (Hu, 1982)
- Meganopteron sinensis (Zhao, 1985)
- Meganopteron tajen Hu & Tao, 2008
- Meganopteron uchioi Hu & Tao, 2008